# Hope Vale Shire
Koordinaten: 15° 18′ S, 145° 7′ O

Das Aboriginal Shire of Hope Vale ist ein lokales Verwaltungsgebiet (LGA) im australischen Bundesstaat Queensland. Das Gebiet ist 1107 km² groß und hat etwa 1000 Einwohner.

## Geografie
Das Shire liegt an der Ostküste der Kap-York-Halbinsel im Norden des Staats etwa 190 km nördlich von Cairns und 1580 km nördlich der Hauptstadt Brisbane.
Fast alle Einwohner leben in der Siedlung Hope Vale im Süden der LGA.

## Geschichte
Am Elim Beach wurde in den 80er Jahren des 19. Jahrhunderts die erste Missionsstation errichtet, um Ureinwohner aufzunehmen. Während des Zweiten Weltkriegs wurden die Aborigines nach Woorabinda gebracht und nach dem Krieg 1949 die heutige Hope-Vale-Mission gebaut. 1986 wurde sie den Aborigines übergeben und elf Jahre später wurde ihnen eine 110 000 Hektar große Landfläche an der Küste zugesprochen, das sie verwalteten konnten. 2004 wurde das Hope Vale Shire gegründet und den Ureinwohnern lokale Selbstverwaltung zugestanden.

## Verwaltung
Der Hope Vale Council hat fünf Mitglieder. Der Mayor (Bürgermeister) und vier weitere Councillor werden von allen Bewohnern des Shires gewählt. Die LGA ist nicht in Wahlbezirke unterteilt.